# 新黎凡特
新黎凡特（義大利語：Nova Levante），是意大利博尔扎诺-上阿迪杰自治省的一个市镇。总面积50平方公里，人口1922人，人口密度38.4人/平方公里（2009年）。ISTAT代码为021058。